# Treća Liga 2017
La Treća Liga 2017 è la 3ª edizione del campionato di football americano di terzo livello, organizzato dalla SAAF.

## Squadre partecipanti
| Club                  | Città     | Stadio | Sponsor ufficiale | Risultato nella stagione 2016 |
| --------------------- | --------- | ------ | ----------------- | ----------------------------- |
| Bečej Vidre           | Bečej     |        |                   |                               |
| Klek Knights          | Zrenjanin |        |                   |                               |
| Kraljevo Royal Crowns | Kraljevo  |        |                   |                               |
| Niš Imperatori        | Niš       |        |                   |                               |
| Obrenovac Hawks       | Obrenovac |        |                   |                               |
| Šabac Sharks          | Šabac     |        |                   |                               |
| Smederevo Bedemi      | Smederevo |        |                   |                               |
| Zemun Pirates         | Zemun     |        |                   |                               |

## Stagione regolare

### Calendario

#### 1ª giornata
| Zemun 8 aprile 2017, ore 15:00 | Zemun Pirates | 3 – 42 (0-0 3-22 0-12 0-8) referto | Bečej Vidre | OŠ Sutjeska |

| Smederevo 9 aprile 2017, ore 13:00 | Smederevo Bedemi | 28 – 8 (0-0 6-0 16-0 6-8) referto | Niš Imperatori | Pomoćni teren gradskog stadiona |

| Kraljevo 9 aprile 2017, ore 15:00 | Kraljevo Royal Crowns | 28 – 0 (0-0 6-0 6-0 16-0) referto | Obrenovac Hawks | Atletski stadion |

#### 2ª giornata
| Zrenjanin 23 aprile 2017, ore 13:00 | Klek Knights | 12 – 6 (0-0 0-6 6-0 6-0) referto | Šabac Sharks | Vojni stadion |

#### 3ª giornata
| Zemun 29 aprile 2017, ore 15:30 | Zemun Pirates | 6 – 34 referto | Klek Knights | OŠ Sutjeska |

| Obrenovac 30 aprile 2017, ore 13:00 | Obrenovac Hawks | 0 – 18 (0-6 0-0 0-6 0-6) referto | Niš Imperatori | FK Kritinska |

| Bečej 30 aprile 2017, ore 16:00 | Bečej Vidre | 20 – 0 (0-0 6-0 7-0 7-0) referto | Šabac Sharks | Gradski stadion "Kraj Tise" |

| Kraljevo 30 aprile 2017, ore 16:00 | Kraljevo Royal Crowns | 16 – 0 (0-0 8-0 0-0 8-0) referto | Smederevo Bedemi | Atletski stadion |

#### 4ª giornata
| 4 maggio 2017 | Smederevo Bedemi | 35 – 0 (a tavolino) referto | Obrenovac Hawks |  |

| Zrenjanin 6 maggio 2017, ore 15:30 | Klek Knights | 30 – 0 (2-0 6-0 6-0 16-0) referto | Bečej Vidre | Vojni stadion |

| Niš 7 maggio 2017, ore 16:30 | Niš Imperatori | 0 – 8 (0-0 0-8 0-0 0-0) referto | Kraljevo Royal Crowns | Pomoćni teren SC Čair |

| Šabac 7 maggio 2017, ore 17:00 | Šabac Sharks | 47 – 0 (12-0 6-0 9-0 20-0) referto | Zemun Pirates | FK Radnički Zorka |

### Classifiche
Le classifiche della regular season è la seguente:
- PCT = percentuale di vittorie, G = partite giocate, V = partite vinte, P = partite perse, PF = punti fatti, PS = punti subiti

#### Grupa Sever
| Pos. | Squadra       | PCT   | G | V | N | P | PF | PS  |
| ---- | ------------- | ----- | - | - | - | - | -- | --- |
| 1    | Klek Knights  | 1.000 | 3 | 3 | 0 | 0 | 76 | 12  |
| 2    | Bečej Vidre   | .667  | 3 | 2 | 0 | 1 | 62 | 33  |
| 3    | Šabac Sharks  | .333  | 3 | 1 | 0 | 2 | 53 | 32  |
| 4    | Zemun Pirates | .000  | 3 | 0 | 0 | 3 | 9  | 123 |

#### Grupa Jug
| Pos. | Squadra               | PCT   | G | V | N | P | PF | PS |
| ---- | --------------------- | ----- | - | - | - | - | -- | -- |
| 1    | Kraljevo Royal Crowns | 1.000 | 3 | 3 | 0 | 0 | 52 | 0  |
| 2    | Smederevo Bedemi      | .667  | 3 | 2 | 0 | 1 | 63 | 24 |
| 3    | Niš Imperatori        | .333  | 3 | 1 | 0 | 2 | 26 | 36 |
| 4    | Obrenovac Hawks       | .000  | 3 | 0 | 0 | 3 | 0  | 81 |

## Playoff

### Tabellone
|  | Quarti di finale      | Quarti di finale      |                       |              | Semifinali                | Semifinali                |  |  | Finale | Finale |
|  |                       |                       |                       |              |                           |                           |  |  |        |        |
|  | 20 maggio             |                       |                       |              |                           |                           |  |  |        |        |
|  |                       |                       |                       |              |                           |                           |  |  |        |        |
|  | Klek Knights          | 28                    |                       |              |                           |                           |  |  |        |        |
|  | Klek Knights          | 28                    | 4 giugno              |              |                           |                           |  |  |        |        |
|  | Obrenovac Hawks       | 8                     |                       |              |                           |                           |  |  |        |        |
|  | Obrenovac Hawks       | 8                     | Klek Knights          | 28           |                           |                           |  |  |        |        |
|  | 21 maggio             |                       | Klek Knights          | 28           |                           |                           |  |  |        |        |
|  |                       | Šabac Sharks          | 0                     |              |                           |                           |  |  |        |        |
|  | Smederevo Bedemi      | Šabac Sharks          | 0                     | 22           |                           |                           |  |  |        |        |
|  | Smederevo Bedemi      |                       | 18 giugno             | 22           |                           |                           |  |  |        |        |
|  | Šabac Sharks          | 28                    |                       |              |                           |                           |  |  |        |        |
|  | Šabac Sharks          | 28                    | Klek Knights          | 20           |                           |                           |  |  |        |        |
|  | 21 maggio             |                       | Klek Knights          | 20           |                           |                           |  |  |        |        |
|  |                       | Kraljevo Royal Crowns | 5                     |              |                           |                           |  |  |        |        |
|  | Kraljevo Royal Crowns | Kraljevo Royal Crowns | 5                     | 16           |                           |                           |  |  |        |        |
|  | Kraljevo Royal Crowns | 4 giugno              |                       | 16           |                           |                           |  |  |        |        |
|  | Zemun Pirates         | 10                    |                       |              |                           |                           |  |  |        |        |
|  | Zemun Pirates         | 10                    | Kraljevo Royal Crowns | 16           | Finale per il terzo posto | Finale per il terzo posto |  |  |        |        |
|  | d.g.s.                |                       | Kraljevo Royal Crowns | 16           | Finale per il terzo posto | Finale per il terzo posto |  |  |        |        |
|  |                       | Bečej Vidre           | 6                     |              |                           |                           |  |  |        |        |
|  | Bečej Vidre           | Bečej Vidre           | 6                     | 35           | Bečej Vidre               | -                         |  |  |        |        |
|  | Bečej Vidre           |                       |                       | 35           | Bečej Vidre               | -                         |  |  |        |        |
|  | Niš Imperatori        | 0                     |                       | Šabac Sharks | -                         |                           |  |  |        |        |
|  | Niš Imperatori        | 0                     |                       |              | -                         |                           |  |  |        |        |
|  |                       |                       |                       |              |                           |                           |  |  | n.d.   |        |
|  |                       |                       |                       |              |                           |                           |  |  |        |        |

|  | Finale 5º posto  |                  |    |  |
|  |                  |                  |    |  |
|  | Smederevo Bedemi | Smederevo Bedemi | -  |  |
|  | Niš Imperatori   | Niš Imperatori   | -  |  |
|  |                  |                  |    |  |
|  | Finale 7º posto  |                  |    |  |
|  |                  |                  |    |  |
|  | Obrenovac Hawks  | Obrenovac Hawks  | 0  |  |
|  | Zemun Pirates    | Zemun Pirates    | 12 |  |

### Quarti di finale
| Arbitri: | D. Mihajlov A. Ereš B. Mojsijević D. Jakšić B. Medić |

| |           |                                                             |
| Pleva Q2 (TD) 1yd run Milanović Q2 (tpc) rush Škorić Q3 (TD) 1yd run Stojanović Q4 (TD) 50yd pass from Sporin Damjanov Q4 (TD) 22yd pass from Sporin Q4 (tpc) rush | Marcatori | Ljumović Q2 (TD) 1yd pass from Čanić Ljumović Q2 (tpc) rush |

| 21 maggio 2017, ore 16:00 | Kraljevo Royal Crowns | 16 – 10 | Zemun Pirates |  |

| 21 maggio 2017, ore 16:00 | Smederevo Bedemi | 22 – 28 | Šabac Sharks |  |

| 2017 | Bečej Vidre | 35 – 0 (a tavolino) | Niš Imperatori |  |

### Semifinali
| 4 giugno 2017, ore 16:00 | Kraljevo Royal Crowns | 16 – 6 | Bečej Vidre |  |

| 4 giugno 2017, ore 16:30 | Klek Knights | 28 – 0 | Šabac Sharks |  |

### Finale 7º - 8º posto
| 4 giugno 2017, ore 17:00 | Obrenovac Hawks | 0 – 12 | Zemun Pirates |  |

### Finale 5º - 6º posto
| 2017 | Smederevo Bedemi | - – - | Niš Imperatori |  |

### Finale 3º - 4º posto
| 2017 | Bečej Vidre | - – - | Šabac Sharks |  |

### Finale
| Arbitri: | D. Mihajlov V. Milosavljević B. Mojsijević D. Jakšić B. Medić A. Ereš D. Ranković |

|                                                                                                   |           |                                     |
| Milanović Q2 (TD) 12yd run Milanović Q2 (tpc) rush Škorić Q3 (TD) 2yd run Škorić Q4 (TD) 12yd run | Marcatori | Team Q1 (saf) Petrović Q1 (FG) 34yd |

## Spareggio promozione
| 2 luglio 2017, ore 17:00 | Novi Sad Wild Dogs | 13 – 7 | Kraljevo Royal Crowns |  |

## Verdetti
- Klek Knights promossi in Druga Liga 2018
- Kraljevo Royal Crowns non promossi in Druga Liga 2018